# Кубок Мальти з футболу 1999—2000
Кубок Мальти з футболу 1999—2000 — 62-й розіграш кубкового футбольного турніру на Мальті. Титул здобув Сліма Вондерерс.

## Календар
| Раунд        | Дата                          | Матчі | Клуби   |
| ------------ | ----------------------------- | ----- | ------- |
| Перший раунд | 26 грудня 1999 - 2 січня 2000 | 8     | 20 → 12 |
| Другий раунд | 25-26 березня 2000            | 4     | 12 → 8  |
| 1/4 фіналу   | 6-7 травня 2000               | 4     | 8 → 4   |
| 1/2 фіналу   | 11-12 травня 2000             | 2     | 4 → 2   |
| Фінал        | 18 травня 2000                | 1     | 2 → 1   |

## Перший раунд
| Команда 1             | Рахунок      | Команда 2            |
| --------------------- | ------------ | -------------------- |
| 26 грудня 1999        |              |                      |
| Флоріана              | 2:0          | Гзіра Юнайтед (2)    |
| Марса (2)             | 0:3          | Гозо                 |
| Рабат Аякс            | 2:2 пен. 4:2 | Моста (2)            |
| Лія Атлетік (2)       | 1:0          | Зуррік               |
| 2 січня 2000          |              |                      |
| П'єта Готспурс        | 2:0          | Таршіен Райнбоус (2) |
| Зеббудж Рейнджерс (2) | 2:3 дч       | Нашшар Лайонс        |
| Хамрун Спартанс (2)   | 2:0          | Сент-Патрік (2)      |
| Шахра Торнадос (2)    | 2:1          | Сент Ендрюс (2)      |

## Другий раунд
| Команда 1           | Рахунок      | Команда 2          |
| ------------------- | ------------ | ------------------ |
| 25 березня 2000     |              |                    |
| Нашшар Лайонс       | 1:2          | Флоріана           |
| П'єта Готспурс      | 1:1 пен. 1:3 | Рабат Аякс         |
| 26 березня 2000     |              |                    |
| Гозо                | 4:2          | Лія Атлетік (2)    |
| Хамрун Спартанс (2) | 2:1          | Шахра Торнадос (2) |

## 1/4 фіналу
| Команда 1     | Рахунок | Команда 2           |
| ------------- | ------- | ------------------- |
| 6 травня 2000 |         |                     |
| Гозо          | 1:6     | Сліма Вондерерс     |
| Валетта       | 5:4     | Флоріана            |
| 7 травня 2000 |         |                     |
| Гіберніанс    | 2:1 дч  | Хамрун Спартанс (2) |
| Рабат Аякс    | 1:2     | Біркіркара          |

## 1/2 фіналу
| Команда 1      | Рахунок | Команда 2       |
| -------------- | ------- | --------------- |
| 11 травня 2000 |         |                 |
| Валетта        | 2:3     | Сліма Вондерерс |
| 12 травня 2000 |         |                 |
| Гіберніанс     | 0:3     | Біркіркара      |

## Фінал
| 18 травня 2000 |

| Сліма Вондерерс                          | 4:1      | Біркіркара     |
| ---------------------------------------- | -------- | -------------- |
| Боніччі 10' Міфсуд 36', 40' Бусуттіл 77' | Протокол | Гріма 75' (аг) |

| Національний стадіон, Та-Калі Арбітр: Савіур Дарманін |